# Maxillaria embreei
Maxillaria embreei är en orkidéart som beskrevs av Dodson. Maxillaria embreei ingår i släktet Maxillaria och familjen orkidéer. Inga underarter finns listade i Catalogue of Life.